# Growing Up the Hard Way
Growing Up the Hard Way è il quarto singolo estratto dall'album Agent Provocateur dei Foreigner nel 1985.
La canzone è stata scritta da Lou Gramm e Mick Jones ed è stata pubblicata come singolo solamente in Europa.

## Tracce
7" Single Atlantic 789 537-7
1. Growing Up the Hard Way – 4:14
2. She's Too Tough – 3:07